# Park Krajobrazowy Wyspy Uznam
Park Krajobrazowy Wyspy Uznam, Park Natury Wyspy Uznam, (niem. Naturpark Insel Usedom) – jest to zróżnicowany krajobraz kulturowy ukształtowany w ciągu wieków poprzez ludzkie użytkowanie. Fauna i flora wyspy są niezwykle zróżnicowane. Pomorski krajobraz wybrzeża z plażami, kąpieliskami i wioskami jest od ponad 170 lat jest jednym z ważniejszych miejsc wypoczynku w Niemczech. Pogodzenie użytkowania i ochrony tego krajobrazu jest najważniejszym zadaniem parku.